# 常磐会短期大学
常磐会短期大学（日语：／ Tokiwakai Tanki Daigaku *），简称常磐会，是一所位于日本大阪府大阪市平野区的私立短期大学。

## 概要

### 简介
- 学校最早可以追溯到1927年[1]。短期大学为于1964年开办[1]，由学校法人常磐会学园经营，从开办以來只招收女学生[2]。

### 历史
- 1964年 常磐会短期大学成立并同时设置保育科[1]。
- 1973年 保育科变更为幼儿教育科[1]。
- 1974年 专科幼儿教育专攻成立[1]。
- 1977年 初等教育科成立[1]。
- 1988年 初等教育科为招生最后[3]。
- 1989年 英语科成立[1]。
- 1990年 今年7月19日初等教育科停办[3]。
- 1992年 专科英语专攻[注 5]成立[1]。
- 1994年 专科幼儿教育专攻为大学评价学位授予机构批准[1]。
- 1998年 英语科、专科英语专攻各自为招生最后[3]。
- 1999年 专科英语专攻停办[1]。
- 2000年 今年10月26日英语科停办[3]。
- 2005年 专科幼儿教育专攻为招生最后[1]。
- 2007年 专科幼儿教育专攻停办[1]。

### 宪章
- 请参看常磐会短期大学的标志（日語），2014年1月8日阅览。

## 学校环境
- 校区：在大阪府大阪市平野区

## 历任校长
- 西胁りか：第一代短期大学校长[4]。
- 安谷屋武人：现在短期大学校长[5]

## 组织

### 学科
- 幼儿教育科

### 前学科
- 初等教育科[注 1]
- 英语科[注 2]

### 专科
| - 幼儿教育专攻 - 英语专攻 |

### 业余课程
| - 没有 |

### 附属学校
| - 幼儿园 - 常磐会幼儿园 - 泉丘幼儿园 - 茨木高美幼儿园 |

### 附属机关
| - 图书馆 |

## 知名校友
- 岩井万实-地方达人